# Горяйнове (Понировський район)
Горяйнове (рос. Горяйново) — село в Понировському районі Курської області Російської Федерації.
Населення становить 278 осіб. Входить до складу муніципального утворення Горяйновська сільрада.

## Історія
Населений пункт розташований на території українського етнічного та культурного краю Східна Слобожанщина.
Від 2004 року входить до складу муніципального утворення Горяйновська сільрада.

## Населення
| 2010 |
| ---- |
| 278  |